# Cetema subvittatum
Cetema subvittatum är en tvåvingeart som först beskrevs av Friedrich Hermann Loew 1863.  Cetema subvittatum ingår i släktet Cetema och familjen fritflugor. Inga underarter finns listade i Catalogue of Life.